# نجيب غول
نجيب غول (12 سبتمبر 1985 بالحراش في الجزائر - ) هو لاعب كرة قدم جزائري في مركز حراسة المرمى. شارك مع منتخب الجزائر تحت 17 سنة لكرة القدم ومنتخب الجزائر تحت 20 سنة لكرة القدم ومنتخب الجزائر تحت 23 سنة لكرة القدم. أما مع النوادي، فقد لعب مع اتحاد الجزائر واتحاد الحراش وشباب بلوزداد ونصر حسين داي ووفاق سطيف.

## وصلات خارجية
- نجيب غول على موقع قاعدة بيانات كرة القدم.إي يو (الإنجليزية)
- نجيب غول على موقع Soccerway.com (الإنجليزية)